# マリア・マルダー
マリア・マルダー (Maria Muldaur, 1943年9月12日 - ) は、米国出身のシンガー。1960年代より活躍し、ブルース、ジャズ、フォークなどアメリカのルーツ音楽を幅広く歌いこなしてきた。代表曲は、1973年のソロ・デビュー作収録の「Midnight at the Oasis」(「真夜中のオアシス」）。

## 来歴
マリア・マルダーは、1943年9月12日、ニューヨーク市のグリニッジ・ヴィレッジに生まれた。出生時の名前は、マリア・グラシア・ロサ・ドメニカ・ダマト。幼い頃からカントリー・ミュージック、R&Bなど様々な音楽を聴いて育ったマリアは、1960年代にグリニッジ・ヴィレッジがフォーク音楽のメッカとなると、ジャム・セッションなどに参加するようになった。この頃、本名のマリア・ダマト名義でジョン・セバスチャン、デイヴィッド・グリスマン、ステファン・グロスマンの在籍するイーヴン・ダズン・ジャグ・バンドに参加。1964年には、バンドのデビュー・アルバムがリリースされるものの、間もなくバンドは解散した。
続いてマリアはマサチューセッツ州ケンブリッジに拠点を移し、ジム・クウェスキン・ジャグ・バンドに参加する。ここでジェフ・マルダーと出会い結婚。1968年にバンドは解散するものの、二人は、ジェフ&マリア・マルダーとして活動を続けた。このデュオ名義では2枚のアルバムを発表している。
1972年、ジェフとマリアはデュオを解消し離婚する。ジェフは、ポール・バターフィールドとベター・デイズを結成。マリアは、ソロの道を歩んだ。翌1973年、マリアはソロ・デビュー作『Maria Muldaur』（『オールド・タイム・レイディ』）をリリースした。ここに収録された「Midnight at the Oasis」 (「真夜中のオアシス」）は、ビルボードのポップ・チャートの6位という大ヒットを記録し、マリアの代表曲として知られるようになった。彼女のヴォーカルもさることながら、ギターのエイモス・ギャレットの個性的で自由奔放なプレイは、彼を名手として広く知らしめることとなった。
1974年には、セカンド・アルバム『Waitress in a Donut Shop』（『ドーナッツ・ショップのウェイトレス』）をリリース。イーヴン・ダズン時代からの彼女のレパートリーであった「I'm A Woman」や「It Ain't the Meat (It's the Motion)」を収録した同作は、ファーストと並び、彼女の代表作のひとつに数えられる。
1970年代末まで、リプリーズに在籍したマリアは、1980年代に入ると、インディ・レーベルより2枚のゴスペルのアルバムをリリースする。1984年には、ドクター・ジョンをゲストに迎え、ジャズとブルースのスタンダード集、『Sweet and Slow』をリリースした。
1990年代に入ると、マリアはニューオーリンズのブルース、R&B系レーベル、ブラックトップと契約。同レーベルから、ニューオーリンズとルイジアナ色を前面に押し出した『Louisiana Love Call』をリリースした。ブラックトップからもう1枚アルバムをリリースしたのち、カナダのストーニー・プレインからジャズ色を濃くした『Jazzabelle』をリリースした。
1996年の『Fanning the Flames』を始めとし、テラークからいくつかのアルバムをリリースしている。1999年の『Meet Me Where They Play the Blues』は、ブルース・ピアニスト、チャールズ・ブラウンとの共作となる予定であったが、彼の体調が悪化してしまう。チャールズは、病室でマリアとデュエットで「Gee Baby, Ain't I Good To You」1曲を吹き込み、アルバムに収録された。これは、チャールズの最後のレコーディングとなった。テラークからの作品としては、この他ペギー・リーのソングブックである『A Woman Alone with the Blues』(2003年)、ボブ・ディランのソングブック『Heart of Mine』(2006年)などがある。
2001年、マリアはストーニー・プレインに戻り、アルバム『Richland Woman Blues』をリリースする。これは、マリアが敬愛するメンフィス・ミニーら戦前ブルース・アーティスト達をカバーした作品で、ジョン・セバスチャン、タジ・マハール、ボニー・レイットら豪華ゲストを迎えてレコーディングされた。マリアは以後『Sweet Lovin' Ol' Soul』(2005年)、『Naughty, Bawdy, And Blue』(2007年) と、同様に戦前ブルースをモチーフにしたコンセプト・アルバムを発表している。
2009年にはジャグ・バンドのスタイルに原点回帰した『Maria Muldaur & Her Garden of Joy』をリリース。2025年の『One Hour Mama -The Blues Of Victoria Spivey-』は、戦前に活躍した女性ブルース歌手、ヴィクトリア・スピヴィーに焦点を当てた内容となっており、タジ・マハール、エルヴィン・ビショップらが参加している。

## ディスコグラフィー

### イーヴン・ダズン・ジャグ・バンド
- 1964年 『Even Dozen Jug Band』 (Elektra)

### ジム・クウェスキン・ジャグ・バンド
- 1964年 『Jug Band Music』 (Vangaurd)
- 1964年 『See Reverse Side for Title』 (Vanguard)
- 1966年 『The Best of Jim Kweskin & The Jug Band』 (Vanguard)
- 1967年 『Garden of Joy』 (Reprise)

### ジェフ&マリア・マルダー
- 1970年 『Pottery Pie』 (Reprise)
- 1972年 『Sweet Potatoes』 (Reprise)

### ソロ作
- 1973年 『Maria Muldaur』（『オールド・タイム・レイディ』） (Reprise)
- 1974年 『Waitress in a Donut Shop』（『ドーナッツ・ショップのウェイトレス』） (Reprise)
- 1976年 『Sweet Harmony』 (Reprise)
- 1978年 『Southern Winds』 (Reprise)
- 1979年 『Open Your Eyes』 (Reprise)
- 1980年 『Gospel Nights』 (Takoma)
- 1982年 『There Is A Love』(Myrrh)
- 1984年 『Sweet and Slow』 (Tudor)
- 1986年 『Transblucency』 (Uptown)
- 1987年 『Live in London』 (Making Waves)
- 1990年 『On the Sunny Side』 (Music For Little People)
- 1992年 『Louisiana Love Call』 (Black Top)
- 1994年 『Meet Me at Midnite』 (Black Top)
- 1994年 『Jazzabelle』 (Stony Plain)
- 1996年 『Fanning the Flames』 (Telarc)
- 1998年 『Southland of the Heart』 (Telarc)
- 1998年 『Swingin' in the Rain』 (Music For Little People)
- 1999年 『Meet Me Where They Play the Blues』 (Telarc)
- 2001年 『Richland Woman Blues』 (Stony Plain)
- 2002年 『Animal Crackers in My Soup』 (Music For Little People)
- 2003年 『A Woman Alone with the Blues...Remembering Peggy Lee』 (Telarc)
- 2004年 『Sisters and Brothers』 (Telarc) ※エリック・ビブ、ロリー・ブロックとの共作
- 2004年 『Love Wants to Dance』 (Telarc)
- 2005年 『Sweet Lovin' Ol' Soul』 (Stony Plain)
- 2006年 『Heart of Mine: Maria Muldaur Sings Love Songs of Bob Dylan』 (Telarc)
- 2007年 『Naughty, Bawdy, And Blue』 (Stony Plain)
- 2008年 『Yes We Can!』 (Telarc)
- 2009年 『Maria Muldaur & Her Garden of Joy』 (Stony Plain)
- 2010年 『Barnyard Dance: Jug Band Music for Kids』 (Music For Little People)
- 2011年 『Steady Love』 (Stony Plain)
- 2012年 『First Came Memphis Minnie: A Loving Tribute』 (Stony Plain)
- 2018年 『Don't You Feel My Leg: The Naughty Bawdy Blues of Blue Lu Barker』 (The Last Music Company)
- 2021年 『Let's Get Happy Together』 (Stony Plain) ※チューバ・スキニーとの共演
- 2025年 『One Hour Mama -The Blues Of Victoria Spivey-』 (Nola Blue)